# Glomma
Glomma, též Glåma je řeka v jižním Norsku. Je to jedna z nejdelších řek na Skandinávském poloostrově a nejdelší a největší v Norsku. Je 623 km dlouhá. Rozloha povodí činí 42 441 km². Odvodňuje 13 % území Norska.

## Průběh toku
Řeka pramení v jezeře Aursunden u Rørosu v Trøndelagu protéká Østerským údolím a vlévá se do Oslofjordu (Skagerrak) u Fredrikstadu. Pod jezerem Øyeren vytváří vodopády Vammafoss (výška 31 m) a Sarpsfoss (výška 21 m). Hlavním přítokem je Vorma, která odvádí vody z jezera Mjøsa a ústí do řeky Glomma u Nes. Lågen je hlavní zdrojnicí jezera Mjøsa, sbírá vody z Gudbrandského údolí a významně zvyšuje množství vod v Glommě.

## Vodní stav
Nejvyšších vodních stavů dosahuje na jaře a na začátku léta, kdy se hladina zvedá až o 8,3 m. Průměrný roční průtok vody na dolním toku se pohybuje mezi 400 až 440 m³/s.

## Využití
Řeka protéká oblastmi s velkou lesnatostí, a z toho důvodu tradičně řekou s největším plavením dřeva v Norsku. Okolo vodopádů byly vybudované splavné kanály Velké množství surovin, dostupná vodní energie a snadná přeprava umožnila během mnoha staletí vybudovat podél řeky rozvinutý průmysl. Některé z největších norských výrobních a zpracovatelských podniků byly založeny kolem ústí, kde mají dostatek dřeva, vodní energie a výborným zázemím pro vývoz. Řeka je splavná k vodopádům Saprsfoss a i výše na oddělených úsecích.
Horní hranice obhospodařování je v povodí Glommy různá. Nejčastěji sahá do nadmořské výšky 500 m (např. v Østerském údolí), což je o trochu méně než v Gudbrandském údolí, kde je teplejší podnebí.
Horní hranice lesa, se světlými porosty bříz, vystupuje do výšek kolem 900 metrů (3000 feet) v Østerském údolí. Nad Rørosem se lesní porosty omezují pouze na dna údolí.
Horní údolí řek mají osobitá jména, nesou charakteristické stopy po dřívějších rozdílných tradicích, což charakterizuje stavební styl, tradiční oděvy a kroje (bunad), domácí řemesla a jiné reálie. Horním údolím Glommy je Østerské údolí (= východní údolí). Pro horní tok Glommy je používán výše uvedený název Glåma.